# 血栓素

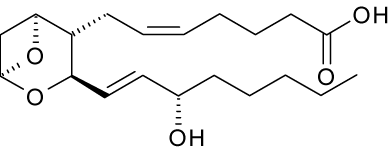
血栓素A2

血栓素B2

血栓素（英語：thromboxane）又称凝血噁烷，是一类花生四烯类激素。两种主要的血栓素为血栓素A2和血栓素B2。

## 合成

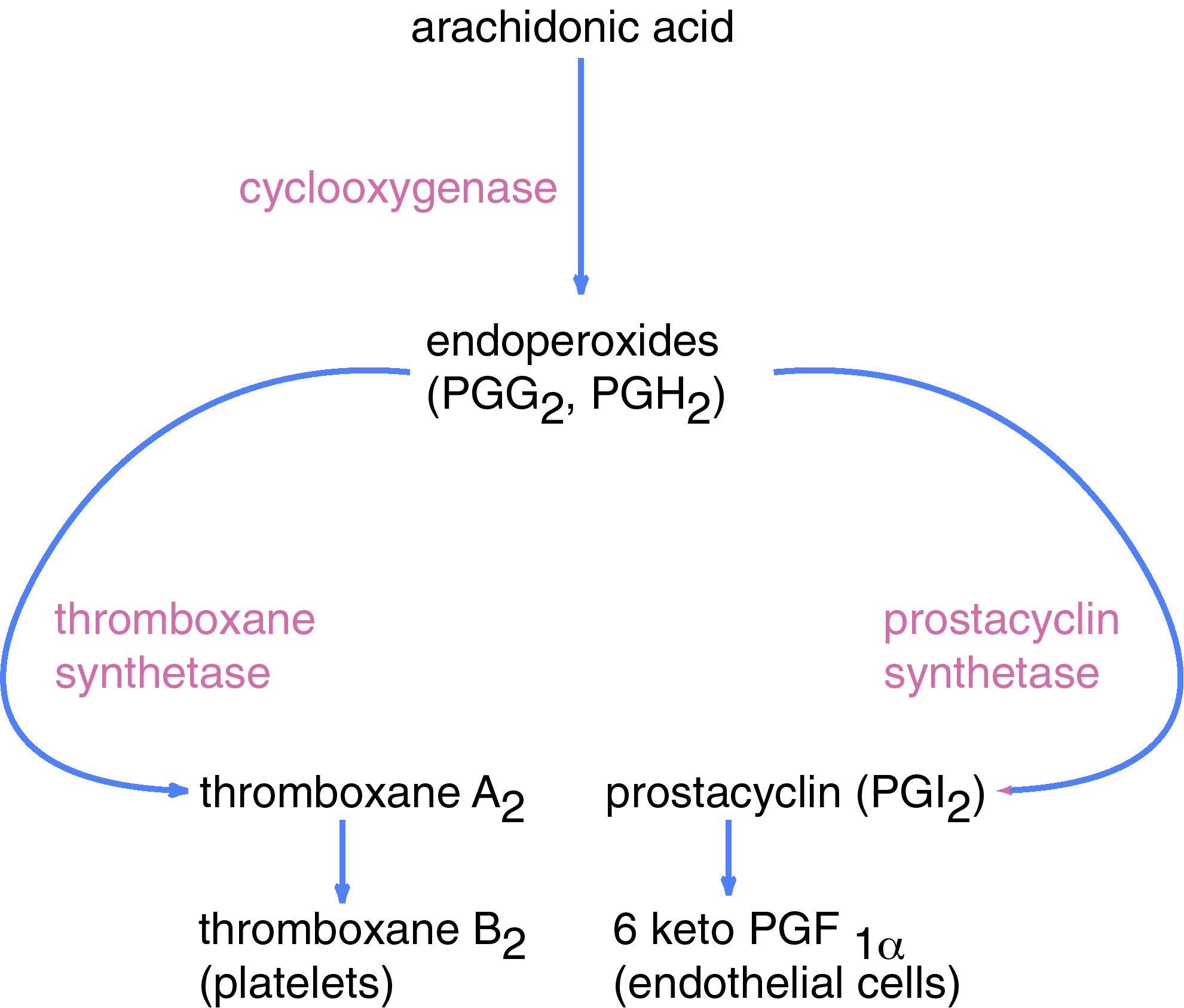
血栓素与前列腺素合成中的底物和酶。

类花生酸合成。

可在血小板中的血栓素A合酶作用下，由前列腺素H2转化而得。

## 作用机制
血栓素通过与血栓素受体结合而产生作用。血栓素受体属于G蛋白偶联受体（与Gq偶联）。

## 功能
血栓素是一种血管收缩剂和强有力的高血压剂，且可促进血小板凝集。
阿斯匹靈在血小板中可抑制環氧化酶，从而抑制血栓素的合成。不过血小板无细胞核，无法合成新的酶，致使这种抑制作用更为持久，因此很多人服用阿司匹林以防止血栓形成。